# المناصب السياسية لهيلاري كلينتون

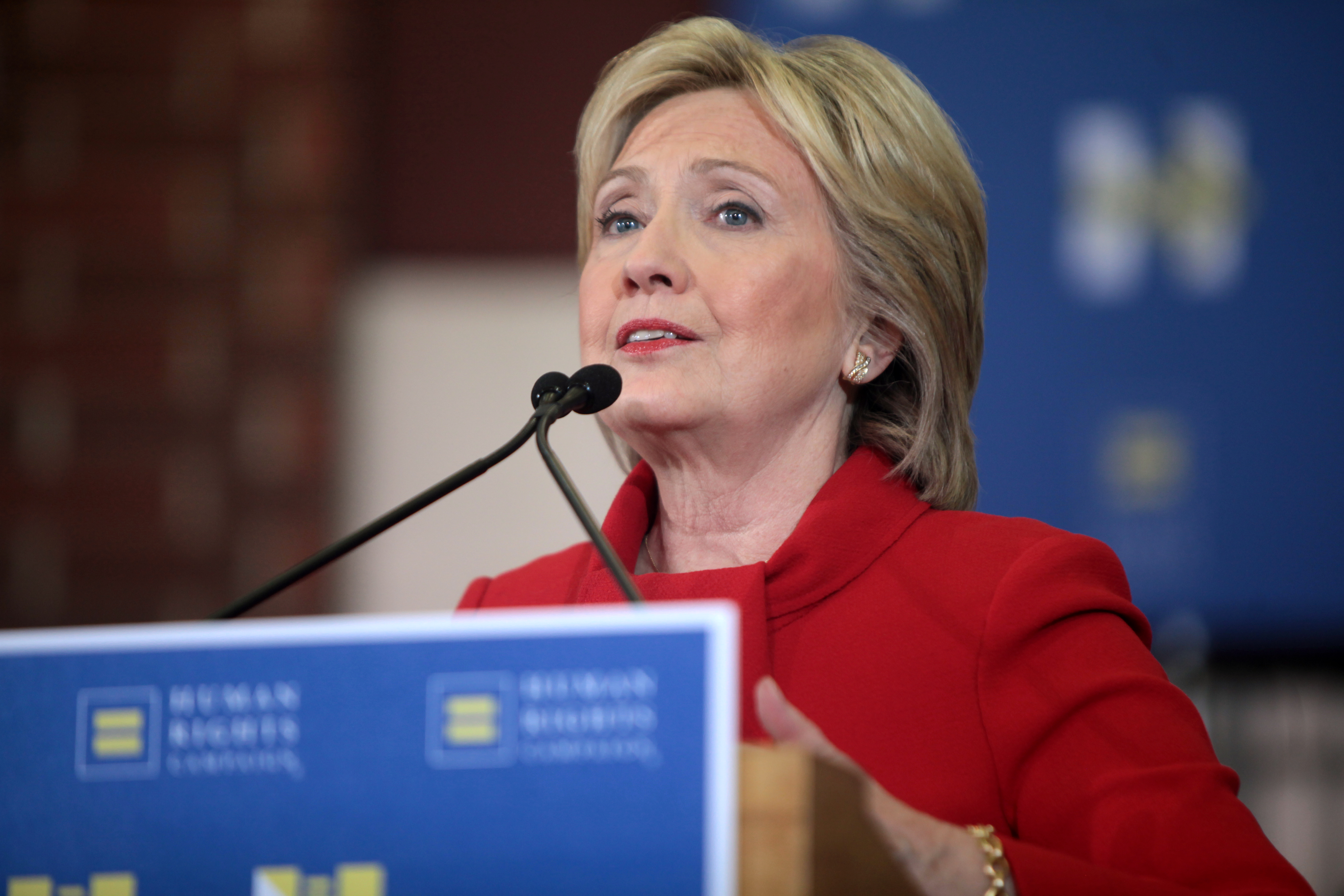

شغلت هيلاري كلينتون، مرشحة الحزب الديمقراطي للانتخابات الرئاسية الأمريكية عام 2016، مناصبًا في قضايا سياسية عندما كانت السيدة الأولى لأركنساس (1979-1981؛ 1983-1992) والسيدة الأولى للولايات المتحدة الأمريكية (1993-2001)، وسيناتورة من نيويورك (2001-2009) وشغلت منصب وزيرة الخارجية الأمريكية (2009-2013).
في توافق مع عادة قائمة منذ زمن طويل، خلال فترة عملها كوزيرة للخارجية، تجنبت كثيرًا اتخاذ مواقف حول القضايا السياسية الداخلية. في عام 2015، أعلنت ترشحها للرئاسة. ربحت كلينتون الانتخابات التمهيدية للحزب الديمقراطي وأصبحت رسميًا مرشحة الحزب في المؤتمر الوطني للحزب الديمقراطي. خسرت المجمع الانتخابي والانتخابات الرئاسية الأمريكية عام 2016 لصالح الملياردير وقطب العقارات دونالد ترامب.
خلال مسيرتها، طوّرت كلينتون سمعةً بصفتها متفوقة في السياسة وتطلب في كثير من الأحيان مشورة مستشارين خبراء ومنخرطة بعمق في تفاصيل الاقتراحات السياسية. بحلول أغسطس عام 2016، أطلقت حملة كلينتون 38 اقتراح سياسي وبيان حقائق، بمجموع كلمات يبلغ 112,735. 

## بكلماتها هي
في كتابها «يتطلب الأمر قريةً»، كتبت كلينتون: «معظمنا يصف نفسه كليبرالي وسطي في بعض المناطق، ومحافظ في مناطق أخرى، ومعتدل في أغلب المناطق، ولسنا مناصرين أو مناهضين للحكومة بشكل حصري». صرّحت كلينتون أنها تُفضل مصطلح تقدمي على ليبرالي، شارحةً ذلك «لسوء الحظ، في الثلاثين أو أربعين عام الماضية، قُلبت كلمة ليبرالي على رأسها لتصبح كما لو أنها تصف حكومةً كبيرة، بصورة معاكسة تمامًا لما كانت تعنيه في القرن التاسع عشر وبدايات القرن العشرين. أفضل كلمة تقدمي، التي تملك معنى أمريكي حقيقي، وتعود إلى الفترة التقدمية في بدايات القرن العشرين». يقول المؤرخ بيفرلي غيغ من جامعة ييل، أن ذلك بسبب اعتبار كلمة ليبرالي مصطلح ازدراء في الوقت الذي انخرط فيه بيل وهيلاري في السياسة الوطنية، بينما كان مصطلح تقدمي يشير باستمرار إلى أفكار إيجابية غامضة، من الديمقراطيين والجمهوريين على حد سواء، لا سيما بالنسبة للفترة التقدمية.
في مناظرة في الانتخابات التمهيدية للحزب الديمقراطي في يونيو 2007، في إجابة على سؤال إذا ما كانت تصف نفسها كليبرالية، أجابت كلينتون: «أعتبر نفسي تقدمية عصرية، شخص يؤمن بقوة بالحقوق الفردية والحريات، شخص يؤمن أننا مجتمع أفضل عندما نعمل سويةً وعندما نجد طرقًا لمساعدة أولئك الذين لا يملكون كل الامتيازات في الحياة ليحصلوا على الأدوات التي يحتاجونها ليقودوا حياةً أكثر إنتاجية لأنفسهم وعائلاتهم. لذا أعتبر نفسي بفخر أمريكية عصرية تقدمية، وأظن أن هذا النوع من الفلسفة والممارسة  التي علينا إعادتها للسياسة الأمريكية».
في عام 2015، في حدث نساء من أجل هيلاري، قالت هيلاري: «أتعلمون، لقد اتُهمت بأنني معتدلة ووسطية، أنا أقرّ بهذا الذنب».
عندما سألها أندرسون كوبر في أكتوبر 2015، كيف توفق كونها تقدمية ومعتدلة بذات الوقت: «هل تغيرين هويتك السياسية بناءً على من تتحدثين إليه، فقط للتوثيق، هل أنت تقدمية أم معتدلة؟» أجابت هيلاري: «أنا تقدمية. لكنني تقدمية تحب إنجاز الأمور. وأعلم كيف أعثر على أرضية مشتركة، وأعرف كيف أقف على أرضيتي، وأثبتُّ ذلك في كل منصب شغلته، حتى عند التعامل مع الجمهوريين الذين لم يقولوا أي كلمة جيدة عني، بصراحة».

### المقاييس والتصنيفات
كان تصنيف كراودباك لعام 2015 لكلينتون −6.4 على مقياس التوجه اليساري واليميني، إذ يُعد −10 هو الأكثر ليبراليةً و10 هو الأكثر محافظةً. النتيجة عبارة عن مجموع مساهمات الحملة بشكل أساسي وتضم أيضًا الأصوات والخطب. يمثل هذا تحولًا طفيفًا إلى اليمين من تصنيفها لعام 2008 البالغ -6.9.
صُنفت كلينتون على أنها ليبرالية متشددة وفقًا لمقياس موقع OnTheIssues.org، والذي يستند إلى تصريحاتها العامة حول القضايا الاجتماعية والاقتصادية. وفقًا لمراجعة فايف ثيرتي إيت لهذا التحليل وغيره، «كانت كلينتون واحدة من أكثر الأعضاء ليبراليةً خلال فترة وجودها في مجلس الشيوخ، وكانت أكثر ليبرالية قليلاً من باراك أوباما، «ليبرالية مثل إليزابيث وارين وبالكاد أكثر اعتدالًا من بيرني ساندرز». وجد تحليل أجرته صحيفة نيويورك تايمز أن كلينتون وبيرني ساندرز صوتا بنسبة 93 بالمئة مثل بعضهما في العامين اللذين تشاركا فيهما في مجلس الشيوخ (2007-2009)، لكن التحليل لاحظ أيضًا مجالات الخلاف الرئيسية التي ربما تعكس الحسابات السياسية للسيدة كلينتون التي كانت تستعد لخوض انتخابات الرئاسة عام 2008.
كانت كلينتون في المرتبة الحادية عشر لأكثر الأعضاء ليبرالية في مجلس الشيوخ وفقًا لدي دبيلو نومنيت، وهي طريقة قياس متعددة الأبعاد تعتمد على الأصوات التشريعية.

#### مجموعات الاهتمام
تصنيف كلينتون الحياتي من اتحاد المحافظين الأمريكي (بناءً على أصوات مجلس الشيوخ) هو 8.13%، وهو مشابه لتصنيف السيناتور بيرني ساندرز والسيناتورة إليزابيث وارن. 

## السياسة الاقتصادية
وفقًا لفوكس، كانت كلينتون أكثر ليبرالية في القضايا الاقتصادية من الرئيس السابق باراك أوباما والرئيس الأسبق بيل كلينتون، وكان لها سجل تصويت أكثر ليبرالية أكثر من أوباما عندما كانا في مجلس الشيوخ.
وفقًا لتقرير من وكالة موديز للتحليلات حول اقتراحات كلينتون الاقتصادية عام 2016، «عندما تُؤخذ سياسات الوزيرة كلينتون الاقتصادية مجتمعة سنتنتج اقتصادًا أقوى للولايات المتحدة تحت أي سيناريو». ستخلق مقترحات كلينتون، إذا أقِرّت، 10.4 مليون وظيفة خلال فترة رئاسية مدتها أربع سنوات (3.2 مليون أكثر مما كان متوقعًا بموجب القانون الحالي). سيكون نمو الناتج المحلي الإجمالي 2.7%، مقابل 2.3% المتوقعة بموجب القانون الحالي حتى عام 2020. وأشار التقرير إلى أن اقتراحها للهجرة سيزيد من عدد العمال المهرة في الاقتصاد، وسيساعد إنفاقها على البنية التحتية في إنتاجية الأعمال، وسيجلب اقتراحها للإجازة العائلية المدفوعة المزيد من الناس إلى القوى العاملة.
وفقًا لاستطلاع أجرته فاينانشيال تايمز لخبراء اقتصاديين، قال ما يقرب من 70% من الخبراء الاقتصاديين الذين شملهم الاستطلاع في الفترة ما بين 28-29 يوليو إن فوز كلينتون في نوفمبر سيكون إيجابيًا للنمو الاقتصادي الأمريكي (مقارنة بنسبة أقل من 14% لترامب). وفقًا لمسح لأعضاء الرابطة الوطنية لاقتصاديات الأعمال، يشعر 55% من اقتصاديي الأعمال أن كلينتون ستقوم بأفضل وظيفة كرئيس لإدارة الاقتصاد الأمريكي (اختار 15% غاري جونسون، و 15% قالوا إنهم لا يعرفون أو ليس لديهم رأي، و 14% اختاروا دونالد ترامب). وفقًا لمسح أجرته صحيفة وول ستريت جورنال، يدعم 13 من بين 20 عضوًا ديمقراطيًا سابقًا في مجلس البيت الأبيض للمستشارين الاقتصاديين كلينتون، ولم يعارضها أي من الأعضاء العشرين. وقع تسعة عشر من الحائزين على جائزة نوبل في الاقتصاد على خطاب يؤيد كلينتون، إذ قالوا إن «هيلاري كلينتون هي إلى حد بعيد المرشح الرئاسي الأفضل لاقتصادنا وبلدنا» من دونالد ترامب.
حظيت خطة البنية التحتية لكلينتون بإشادة واسعة من قبل الاقتصاديين من كل الأطياف السياسية. ومع ذلك، يقول جون إتش كوكران، الاقتصادي في مؤسسة هوفر المحافظة، إن خطة الإنفاق على البنية التحتية لكلينتون سيكون لها تأثيرات محدودة على النمو الاقتصادي. وقال أيضًا إن الرئيس ترامب قد يكون مسؤولاً عن المزيد من الوظائف المفقودة أكثر من أي شخص آخر.
من بين المستشارين الاقتصاديين الداخليين لحملة كلينتون لعام 2016 مايكل شابيرو ومايكل شميت، اللذان عملا بالسياسة الاقتصادية في إدارة أوباما في المجلس الاقتصادي الوطني ووزارة الخزانة، على التوالي. تضم المجموعة الاستشارية الخارجية للحملة الأستاذ في جامعة برنستون آلان كروغر، مسؤول الخزانة السابق والرئيس السابق للمجلس الأمريكي للمستشارين الاقتصاديين وأستاذ برينستون آلان بلايندر، عضو مجلس المستشارين الاقتصاديين ومسؤول الاحتياطي الفيدرالي في التسعينيات؛ وأستاذ جامعة كولومبيا الليبرالي جوزيف ستيغليتز الحائز على جائزة نوبل وكبير الاقتصاديين السابق بالبنك الدولي ورئيس مجلس المستشارين الاقتصاديين والناقد البارز لأصولية السوق الحرة وإدارة العولمة؛ وأستاذ معهد ماساتشوستس للتكنولوجيا سيمون جونسون كبير الاقتصاديين السابق في صندوق النقد الدولي؛ وأستاذ دوك آرون تشاترجي؛ كريستينا رومر الأستاذة في بيركلي رئيسة سابقة لمجلس المستشارين الاقتصاديين في إدارة أوباما؛ وهيذر بوشي الخبيرة في التفاوت والإجازة الأسرية مدفوعة الأجر والتي تعمل كمديرة تنفيذية وكبيرة الاقتصاديين لمركز واشنطن للنمو العادل.